# NGC 6352
NGC 6352 (noto anche come C 81) è un ammasso globulare visibile nella costellazione dell'Altare.

## Osservazione
Si individua 1,5° a nord-ovest della stella α Arae, subito a sud della coda dello Scorpione; si trova in pieno nella fascia luminosa della Via Lattea. Si può individuare, seppure con difficoltà, con un binocolo in un cielo molto nitido; le prime stelle, di magnitudine 13,4, possono iniziare ad essere risolte solo con un telescopio da 150–200 mm di apertura. Nei dintorni di quest'oggetto sono presenti ricchi campi stellari.

## Caratteristiche
NGC 6352 è uno degli ammassi globulari meno concentrati, essendo di classe XI su una scala da I a XII; la sua età è invece stimata sui 14,5 miliardi di anni, similmente ad altri ammassi più famosi come 47 Tucanae, di cui sembra possedere anche una simile metallicità. A tal proposito va ricordato che quest'ammasso è uno dei più ricchi in metalli che si conoscano: se in genere le stelle degli ammassi globulari hanno una quantità di ferro (relativa all'idrogeno) di 1/100 rispetto alla quantità del Sole, questo sembra averne circa 1/50, vale a dire 50 volte più ricco in ferro della gran parte dei globulari conosciuti.
NGC 6352 è inoltre uno degli ammassi più interni, trovandosi nella parte dell'alone galattico interno, e dista dal centro galattico circa 10.800 anni luce.

### Opere generali
- (EN) Stephen James O'Meara, Deep Sky Companions: The Caldwell Objects, Cambridge University Press, 2003, ISBN 0-521-55332-6.
- (EN) Jay M. Pasachoff, Atlas of the Sky, in Stars and Planets, New York, NY, Peterson Field Guides, 2000, ISBN 0-395-93432-X.
- (EN) Sir Patrick Caldwell-Moore, Firefly: Atlas of the Universe, Firefly Books Limited, 2003, ISBN 1-55297-819-2.

### Carte celesti
- Tirion, Rappaport, Lovi, Uranometria 2000.0 - Volume II - The Southern Hemisphere to +6°, Richmond, Virginia, USA, Willmann-Bell, inc., 1987, ISBN 0-943396-15-8.
- Tirion, Sinnott, Sky Atlas 2000.0, 2ª ed., Cambridge, USA, Cambridge University Press, 1998, ISBN 0-933346-90-5.